# Eudorylas arvazensis
Eudorylas arvazensis är en tvåvingeart som beskrevs av Kuznetzov 1994. Eudorylas arvazensis ingår i släktet Eudorylas och familjen ögonflugor.
Artens utbredningsområde är Turkmenistan. Inga underarter finns listade i Catalogue of Life.